# Generalkommando 68

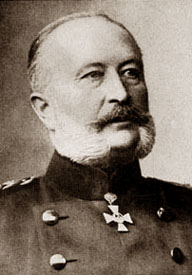
General Adolf von Seckendorff

Das Generalkommando 68 war eine Kommandobehörde der Armee des Deutschen Kaiserreiches im Ersten Weltkrieg.

## Gliederung
Es handelte sich beim Generalkommando 68 um ein Generalkommando z. b. V. (Generalkommando zur besonderen Verwendung). Diese entstanden ab 1916 und waren reine Kommandostellen, die Verbände wurden ihm nach Bedarf zugeordnet.

## Geschichte
Der Generalleutnant Adolf von Seckendorff wurde am 16. März 1918 zum Kommandeur des Generalkommandos z.b.V. Nr. 68 ernannt. Das Generalkommando war zuvor als Nordkorps bezeichnet worden und wurde im Rahmen der im Baltikum während des Unternehmens Faustschlag einmarschierten 8. Armee etabliert. Gleichzeitig fungierte General von Seckendorff vom 16. März bis 11. November 1918 als Militärgouverneur von Estland in Reval. Das Generalkommando 68, das mit der 205. Division die Landenge bei Narva hielt, existierte bis Kriegsende.

## Kommandierender General
| Dienstgrad      | Name                  | Datum                    |
| --------------- | --------------------- | ------------------------ |
| Generalleutnant | Adolf von Seckendorff | März 1918 bis Kriegsende |